# Forte de São José (Maio)

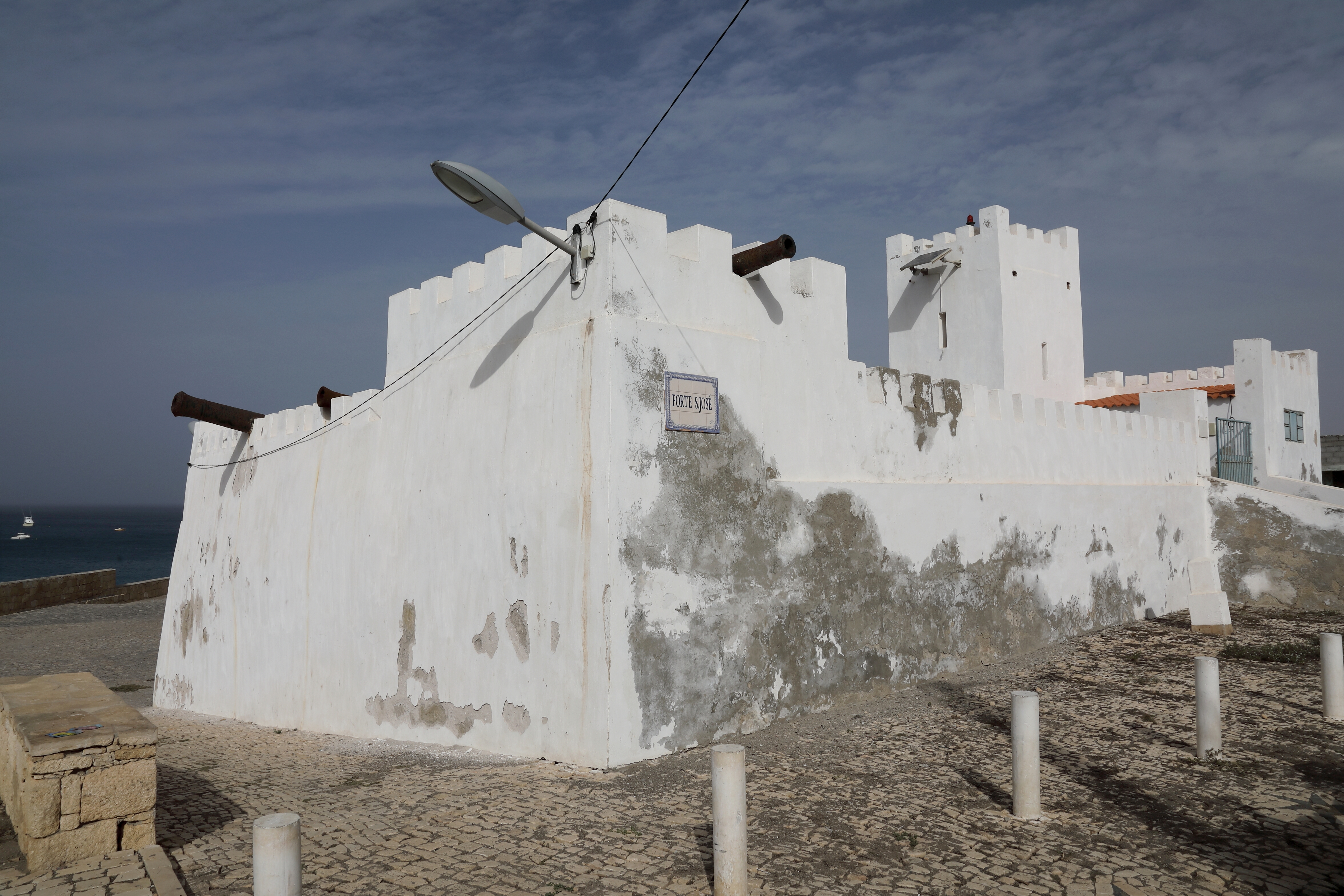
Forte de São José in Maio, Kap Verde.

Die Forte de São José (dt. „Festung St. Joseph“) ist eine Festung in der Stadt Cidade do Maio (Porto Inglês) im Süden der Insel Maio im atlantischen Inselstaat Kap Verde. Das Fort wurde von den Portugiesen um 1743 errichtet, um die Stadt Porto Inglês vor Piratenüberfällen zu schützen. Heute ist es eine Touristenattraktion. Es steht an der Küste im Stadtteil Calhetinha.

## Farol de Forte de São José
Zum Gebäudeensemble gehört ein Leuchtturm, welcher 1887 errichtet wurde. 
Der Leuchtturm wird von der Direcção Geral de Marinha e Portos (DGMP) betrieben.
Der Turm ist ein einfacher, weiß gestrichener Steinbau. Das Leuchtfeuer ist solarbetrieben. Es ist 18 m hoch, sitzt 4 m über dem Meeresspiegel und hat somit eine Feuerhöhe von 22 m, seine Reichweite beträgt 17 km (9 nms). Das Signal besteht aus 3 Blitzen in einer Periode von 12 Sekunden (Fl (3) R 12s).